# Torre del Coltellazzo
La torre del Coltellazzo o di Sant'Efisio è una torre costiera del golfo di Cagliari. Sorge sulla cima del promontorio che domina le rovine della città di Nora, nel territorio del comune di Pula.
La torre, edificata nei pressi dei resti dell'acropoli di Nora, entrò in funzione dal 1607, anche se l'esistenza di un precedente insediamento militare è attestato dagli inizi del XIV secolo. Jorge Aleo, nel 1680, ne fa menzione, chiamandola Fortalleza Coltellaz. Nel Settecento l'edificio venne inglobato in un forte, eretto tra il 1722 e il 1728 su progetto dell'ingegnere piemontese, capitano Antonio Felice de Vincenti. Ulteriori lavori vennero attuati nel XIX secolo, quando la torre venne dotata di un faro.
La torre del Coltellazzo, dal XVIII secolo chiamata anche torre di Sant'Efisio, in ricordo del martire guerriero, che la tradizione vuole ucciso a Nora per decapitazione, era torre de armas o gagliarda, ovvero per difesa pesante, con una guarnigione di uomini comandati da un alcalde (comandante). È in contatto visivo con le torri di Cala d'Ostia, di San Macario e del Diavolo. Edificata in arenaria calcarea, di struttura tronco-conica, misura circa 11 metri di altezza per 12 metri di diametro alla base e presenta una camera interna voltata a cupola costolonata, sostenuta da un pilastro centrale.

## Galleria d'immagini

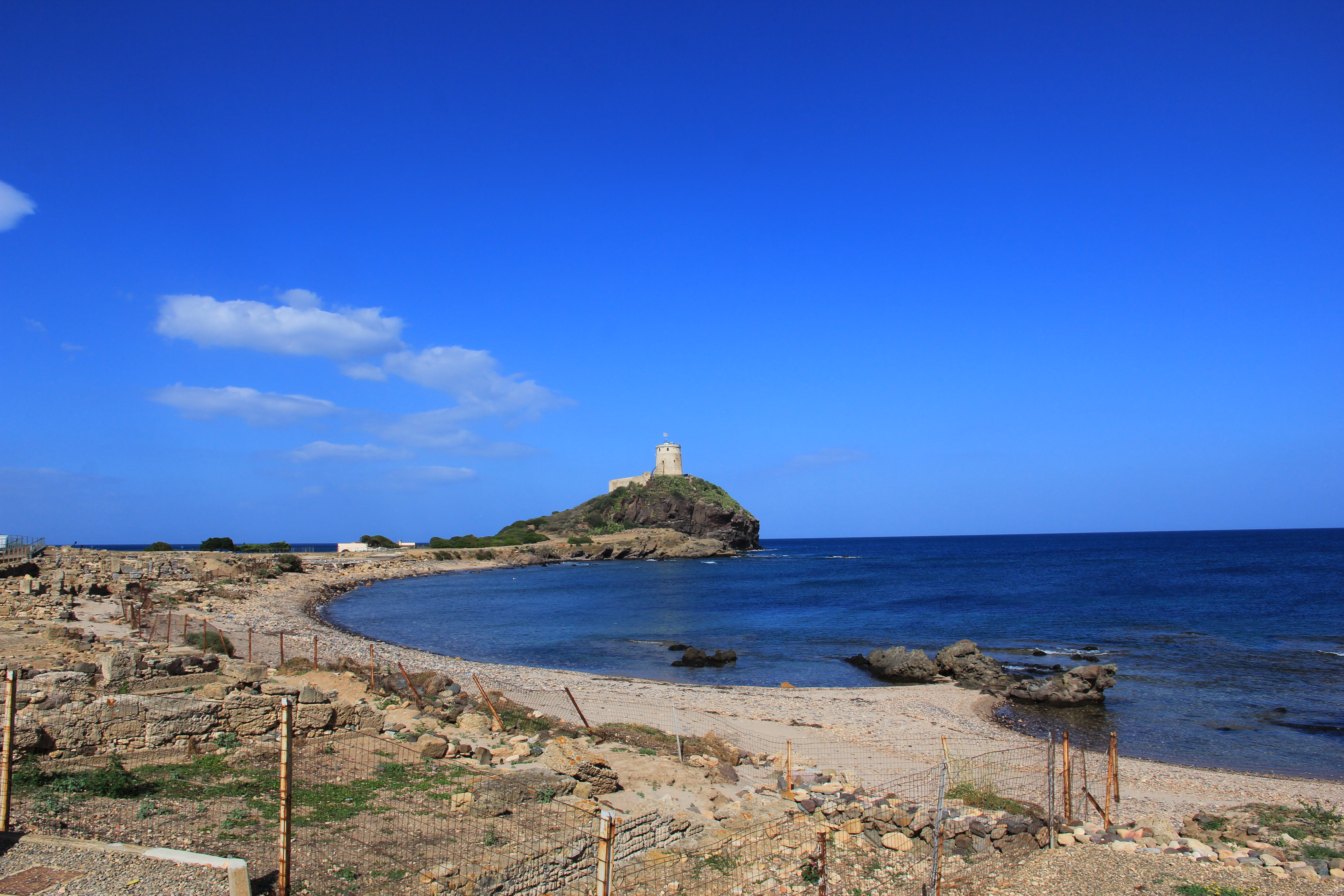
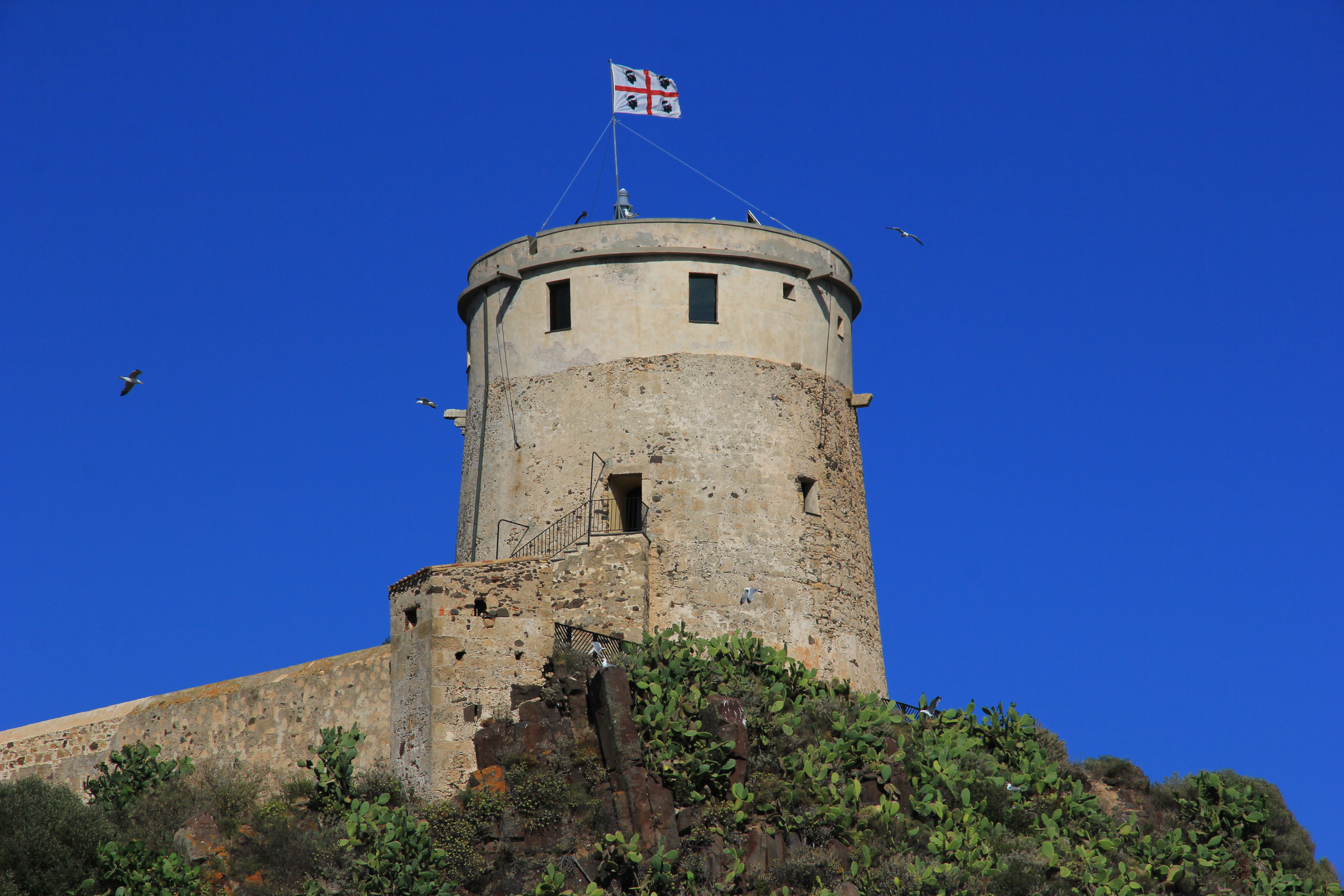
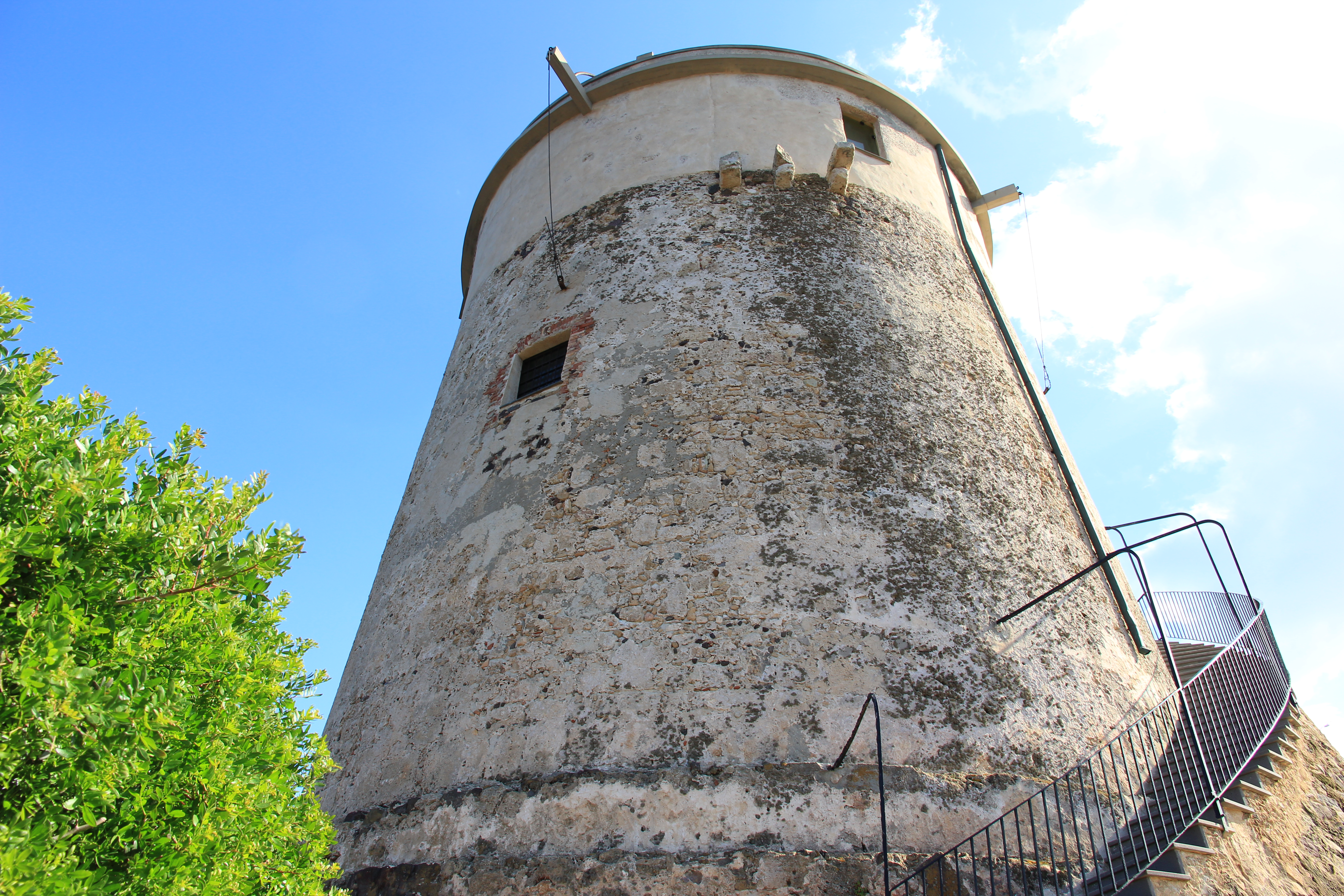
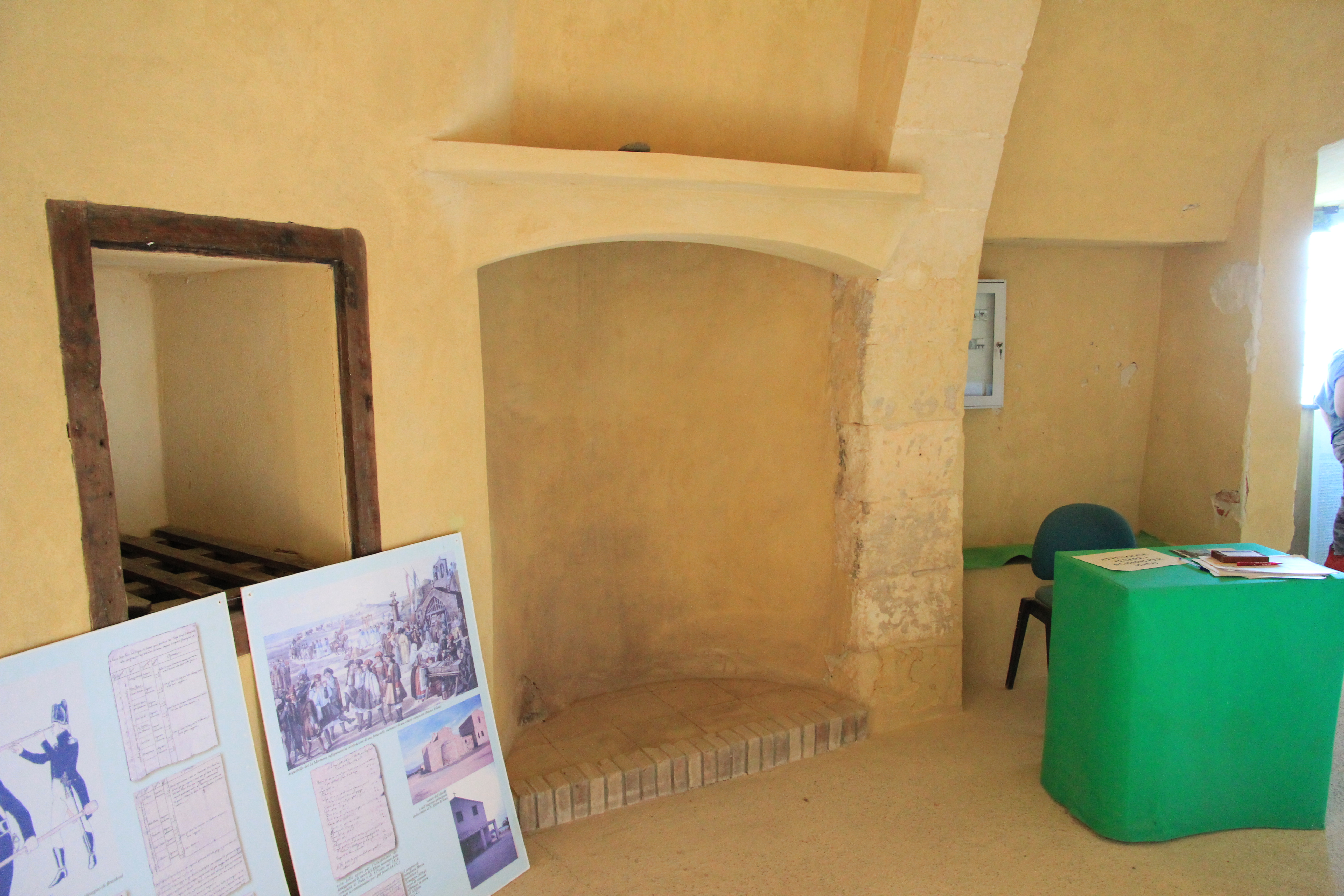